# 1816 у науці

## Ботаніка
- У місті Сідней, Австралія, відкрився ботанічний сад.

## Хімія
- Компанія Veuve Clicquot винайшла технологію просвітлення шампанського.

## Математика
- Джон Фарей запропонував ряд Фарея.[1]

## Медицина
- Рене Лаеннек винайшов стетоскоп.[2]
- Калеб Перрі описав механізм пульсу.[3]

## Мінералогія
- Фішер фон Вальдхайм опублікував у Москві Essai sur la Turquoise et sur la Calaite, першу наукову працю про бірюзу.

## Фізика
- Девід Брюстер відкрив подвійне променезаломлення в напружених кристалах.

## Технологія
- Роберт Стірлінг отримав патент на двигун Стірлінга.
- Сімеон Норт сконструював практичний фрезерний верстат.[4] (приблизна дата)

## Нагороди
- Медаль Коплі: не вручалася[5]